# اولد تون (مین)
اولد تون (به انگلیسی: Old Town) شهری در ایالت مین کشور ایالات متحده آمریکا است که جمعیت آن در سرشماری سال ۲۰۱۰ میلادی، ۷٬۸۴۰ نفر بوده‌است.

## نگارخانه

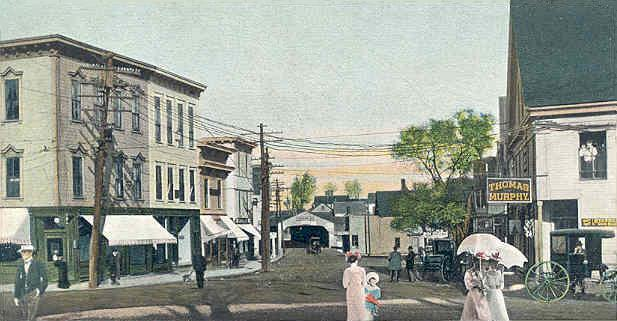
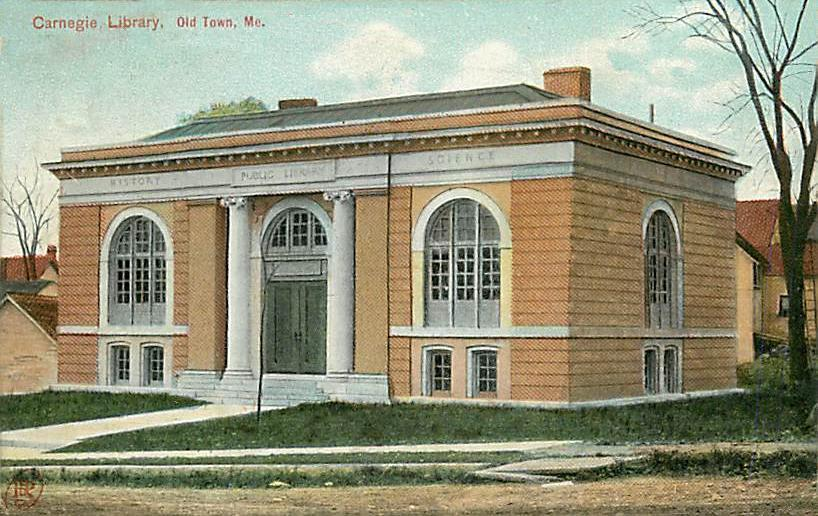
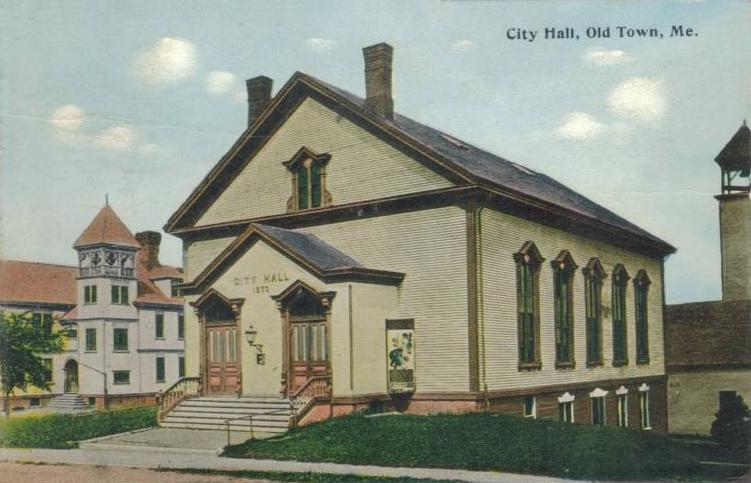